# Euxoa intracta
Euxoa intracta là một loài bướm đêm trong họ Noctuidae.